# Metalectra
Metalectra é um gênero de traça pertencente à família Arctiidae.